# Скибінь
Скибінь, також Ковбань — річка в Україні, у межах Оратівського та Іллінецького району Вінницької області. Ліва притока Собу (басейн Південного Бугу). Тече через села Скибин, Яблуновиця, Кошлани та Жадани. Впадає у Соб за 57 км від гирла. Довжина — 14 км, площа — 48,7 км².